# Ophiomusium lymani
Ophiomusium lymani är en ormstjärneart som beskrevs av Wyville-Thomson 1873. Ophiomusium lymani ingår i släktet Ophiomusium och familjen Ophiolepididae. Inga underarter finns listade i Catalogue of Life.